# Matthias Achs
Matthias Achs (* 6. Dezember 1939 in Gols; † 25. Mai 2011 ebenda) war ein österreichischer Politiker (SPÖ) und Bundesbeamter. Achs war von 1981 bis 1985 Mitglied des Bundesrates und von 1989 bis 1999 Abgeordneter zum Österreichischen Nationalrat.

## Ausbildung und Beruf
Achs wurde als Sohn des Sattler- und Tapezierermeisters sowie Landwirts Paul Achs aus Gols geboren. Achs war nach der Volksschule in Gols und der Hauptschule in Neusiedl am See zunächst als Landwirt tätig. Zwischen 1961 und 1963 besuchte er die Polizeischule, nachdem er bereits von 1959 bis 1960 den Präsenzdienst abgeleistet hatte. Er legte 1966 die Beamtenmatura ab. Achs war von 1961 bis 1967 als Sicherheitswachebeamter tätig und wurde 1967 als Beamter in den gehobenen Verwaltungsdienstes der Bundespolizeidirektion Eisenstadt übernommen. Er arbeitete von 1967 bis 1976 im Strafreferat und leitete von 1976 bis 1981 das Präsidial- und Personalreferat. 1991 wurde er zum Amtsdirektor, 1993 zum Regierungsrat ernannt.

## Politik
Achs war von 1972 bis 1977 Gemeinderat in Gols und ab 1977 Bürgermeister der Gemeinde. Er war ab 1976 Ortsparteivorsitzender der SPÖ Gols, ab 1982 Bezirksparteivorsitzender-Stellvertreter der SPÖ Neusiedl am See und ab 1982 Mitglied des Landesparteivorstandes der SPÖ Burgenland. Er vertrat die SPÖ von 1985 bis 1989 im Burgenländischen Landtag, gehörte vom 6. Juli 1981 bis zum 30. September 1985 dem Bundesrat an und war vom 13. Jänner 1989 bis zum 28. Oktober 1999 Abgeordneter zum Nationalrat. 2006 legte Achs seine Funktion als Bürgermeister nieder und zog sich aus gesundheitlichen Gründen aus der Politik zurück.

## Privates
Achs war verheiratet und Vater von zwei Töchtern und zwei Söhnen. Er starb am 25. Mai 2011 nach langer Krankheit und wurde am 1. Juni 2011 auf dem Friedhof in Gols beigesetzt.
Am 15. September 2012 wurde ihm zu Ehren eine Büste im V.I.P.-Park Gols enthüllt.

## Auszeichnungen
- Komturkreuz des Landes Burgenland